# Ryal
Ryal è il nome di alcune monete scozzesi ed inglesi.

## Il ryal inglese
Il ryal (o rose noble) fu introdotto nel 1465 durante il primo regno di Edoardo IV (1461-1470) in sostituzione del noble.
I tipi del dritto erano simili a quelli del noble: al dritto il re coronato stante su una nave, con spada e scudo: sullo scudo le armi di Francia ed Inghilterra.
Prese il nome di rose noble per la rosa bianca degli York posta su entrambi i lati.
La nuova moneta fu resa necessaria per contenere la fuga dei noble verso la Francia. Questa nuova moneta aveva il valore di 10 shilling. Il peso era di 120 grani (7,8 g). La vecchia moneta non fu più coniata.
Assieme al ryal furono coniate le frazioni da 1/2 e 1/4.
Oltre al ryal fu introdotta anche una nuova moneta con lo stesso valore del vecchio noble, l'angel, che divenne subito popolare ed importante.
Il nome di ryal fu ripreso in seguito da diversi sovrani dei Tudor
Enrico VIIil ryal di Enrico VII, di cui sono noti solo tre esemplari, è particolare in quanto al rovescio è raffigurato un piccolo scudo con le sole armi di Francia su una doppia rosa.
Enrico VIIIil ryal di Enrico VIII è ancora più raro. Se ne conosce solo l'esemplare del British Museum. Il peso di quest'esemplare è di 117,9 grani (7,606g ca.)
Mariail ryal di Maria è molto simile a quello di Edoardo IV con variazioni minori. Fu coniato solo nel 1553 con un peso di 118,8 grani.
Elisabettai ryal di Elisabetta sono del periodo 1584-1601 e molto simili a quelli della sorella.

## Ryal scozzese

### Ryal d'oro
In Scozia il ryal d'oro fu coniato per la prima volta sotto Maria Stuarda nel 1555 per un valore di 60 shilling scozzesi.
Era usato anche il nome di noble. Pesava 117,75 grani (7,63g) con un titolo di 22 carati.
Durante il regno di Maria fu coniato nel primo periodo (1542-1558), precedente il matrimonio con Francesco di Francia, negli anni 1555, 1557 e 1558.
Al dritto era rappresentata le giovane regina, senza corona, con un ritratto di stile medioevale, con una collana ed un corsetto, capelli raccolti in alto e tenuti in altro da perle e gioielli. Le legenda: MARIA D. G. SCOTOR REGINA. Al rovescio lo stemma con il leone di Scozie e la legenda IVSTVS FIDE VIVIT.
Accanto al ryal fu coniato anche il mezzo ryal, con gli stessi tipi e legende.

### Ryal d'argento
La stessa regina emise dei ryal, d'argento nel quarto periodo, durante il suo secondo matrimonio (1565-67) nel 1565 e nel 1567, e nel quinto periodo, nella seconda vedovanza nel 1567. La moneta valeva 30 scellini (1 sterlina e mezzo). Era una moneta di grande modulo su cui erano rappresentati al dritto Maria e il suo secondo marito, Lord Darnley. Al rovescio la legenda recitava QUOS DEUS CONIUNXIT HOMO NON SEPARET 
Accanto al ryal furono coniati il mezzo ryal, i 2/3 ed il 1/3 di ryal.
La coniazione del ryal d'argento proseguì anche nei primi anni del figlio di Maria, Giacomo VI.
Fu emesso solo nella prima monetazione di Giacomo (1567-71) assieme al 2/3 ed al 1/3 di ryal. Questa moneta è anche chiamata sword dollar, dalla spada raffigurata al rovescio. Furono coniati tutti gli anni.

## I ryal di Giacomo I
Sotto Giacomo I (1603-1625) furono emesse due monete con questo nome: il rose ryal dal valore di 30 scellini e lo spur ryal dal valore di 15 scellini.
Entrambe le monete ebbero una prima emissione nel 1605-1619 e una seconda nel 1619-1625.
Il rose ryal riprendeva i tipi della sovrana coniata da Elisabetta, con al dritto il re in trono ed una saracinesca ai piedi mentre al rovescio era raffigurata una grande rosa con lo stemma reale. Il valore era il doppio del ryal dei predecessori, cioè 30 scellini.
Lo spur ryal aveva il valore del ryal precedente, cioè 15 scellini. Al dritto era rappresentato il re stante su una nave a due alberi, con spada e scudo con le armi reali. Il rovescio, simile al ryal dei predecessori, con la rosa al centro di una grande raggiera, che somiglia ad uno sperone.
Nel 1619-1625 sul rose ryal il re venne rappresentato con le insegne dell'Ordine della Giarrettiera ed al rovescio era rappresentata una grande croce fogliata e lo stemma reale.
Nello stesso periodo anche lo spur ryal fu coniato con nuovi tipi: al dritto era raffigurato un leone coronato, di faccia che tiene lo scettro e sostiene lo scudo, con le armi reali, che si trova davanti a lui. Ai lati dello scudi "X" e "V", l'indicazione del valore. Al rovescio la rotellina di uno sperone formata da una croce gigliata e dai raggi di sole. Al centro una rosa. La legenda è uguale alla precedente.
Dopo Giacomo I non ci furono più monete di questa denominazione.

## Altri paesi
```
I 
ryal
 furono copiati anche sul continente; ad esempio un 
ryal
 ad imitazione di quello di Edoardo IV fu coniato nei Paesi Bassi a 
Gorinchem
 verso il 1585-1586.
```